# Mostownica (kolej)

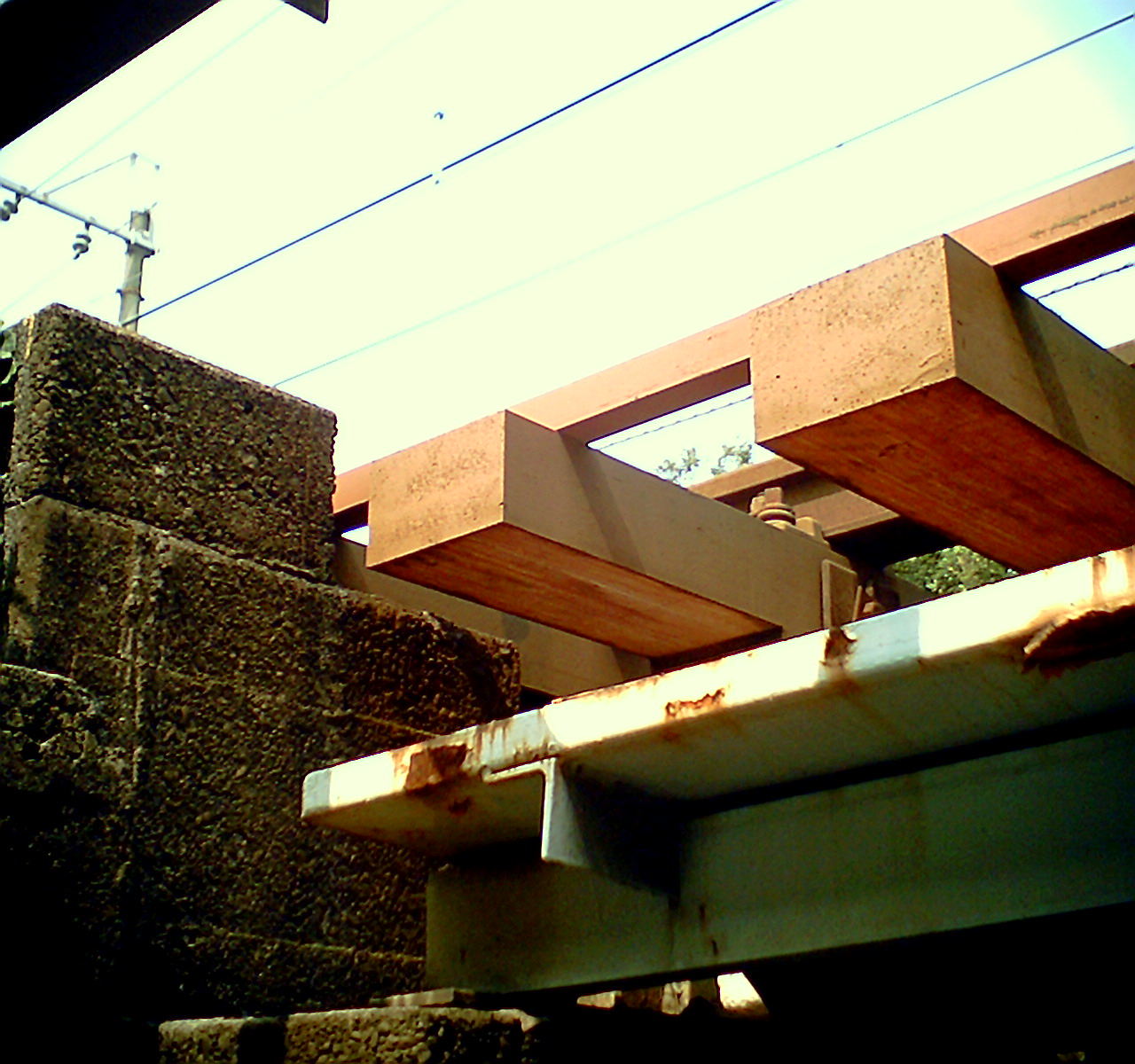
Mostownice

Mostownica — belka drewniana będąca szczególnym przypadkiem podkładu, do której montuje się szyny toru w mostach bez podsypki.

## Zastosowanie
Mostownice mają na celu przejmować obciążenia taboru kolejowego przekazywane za pośrednictwem szyn na konstrukcję stalowych mostów. Jednocześnie mają za zadanie zachowanie właściwej szerokości toru na obiekcie.

## Zasady stosowania

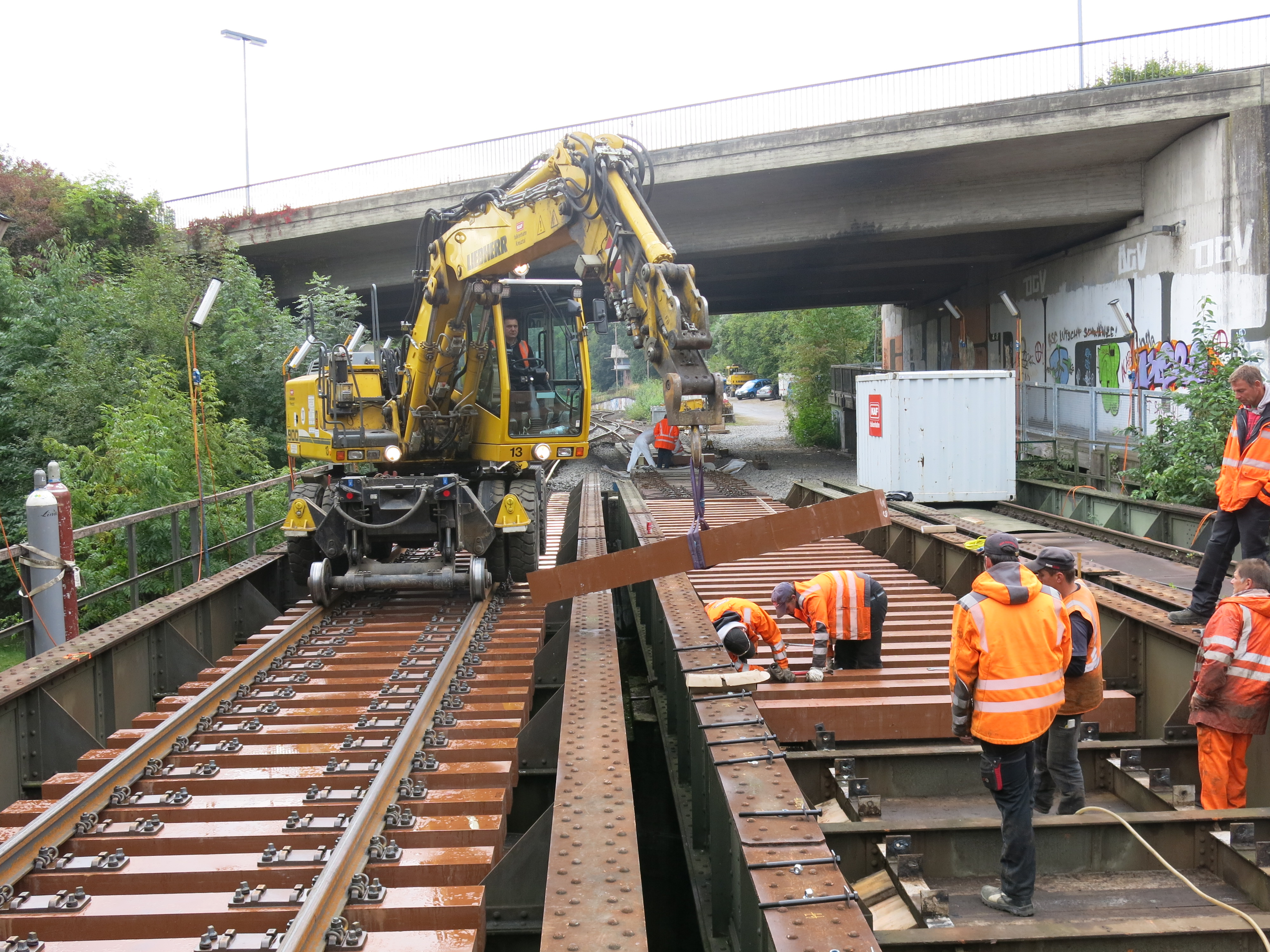
Przęsło mostu podczas wymiany mostownic

Mostownice należy stosować w rozstawie osiowym max 700 mm. Układa się je na dźwigarach za pośrednictwem podkładek centrujących. Do dźwigarów przymocowuje się za pośrednictwem np. kątowników, których jedno ramię jest przymocowane do pasa górnego dźwigara, a drugie ramię przyśrubowuje się do mostownicy.

## Typy mostownic
Na kolejowych obiektach inżynieryjnych dopuszczalne jest stosowanie trzech typów mostownic wg poniższej tabeli:
| Typ | Przekrój poprzeczny | szerokość [mm] | wysokość [mm] | długość [mm] | max rozstaw osiowy dźwigarów, do których montowane są mostownice [mm] |
| --- | ------------------- | -------------- | ------------- | ------------ | --------------------------------------------------------------------- |
| I   |                     | 220            | 240           | 2500         | 1900                                                                  |
| II  |                     | 240            | 270           | 2700         | 2100                                                                  |
| III |                     | 260            | 300           | 3000         | 2400                                                                  |

## Materiał
Mostownice są wykonywane z drewna, które obejmuje następujące gatunki drzew europejskich:
| Nazwa powszechnie stosowana | Nazwa botaniczna  |
| --------------------------- | ----------------- |
| Dąb                         | Quercus robur     |
| Dąb                         | Quercus petraea   |
| Dąb                         | Quercus pubescens |
| Sosna                       | Pinus sylvestris  |